# Rousset (Bocche del Rodano)
Rousset è un comune francese di 4 505 abitanti situato nel dipartimento delle Bocche del Rodano nella regione della Provenza-Alpi-Costa Azzurra.

## Società

### Evoluzione demografica
Abitanti censiti